# Coupe des nations (hockey sur glace féminin)
Ne doit pas être confondu avec Coupe des quatre nations.
La Coupe des nations féminine est une compétition de hockey sur glace féminin, tenu annuellement en Allemagne, en Suisse ou en Autriche.
Elle a porté le nom de :
- Coupe Air Canada de 2003 à 2008
- Coupe des nations MLP de 2009 à 2011
- Coupe Meco de 2012 à 2015

Six pays y participent, cinq pays avec leur équipe nationale féminine et le Canada qui joue avec son équipe de développement l'équipe canadienne des moins de 22 ans. La compétition se déroule en général au mois de janvier.

## Résultats des compétitions annuelles
| Année | Hôte                                                         |            | Match pour la médaille d'or | Match pour la médaille d'or | Match pour la médaille d'or |             | Match pour la médaille de bronze | Match pour la médaille de bronze | Match pour la médaille de bronze |
| Année | Hôte                                                         | Championne | Score                       | Finaliste                   | Troisième place             | Score       | Quatrième place                  |                                  |                                  |
| 2003  | Hanovre, Allemagne                                           | Canada     | 8-0                         | Suisse                      | Finlande                    |             | Allemagne                        |                                  |                                  |
| 2004  | Garmisch-Partenkirchen, Allemagne                            | Canada     | 5-3                         | Allemagne                   | Suisse                      |             | Finlande                         |                                  |                                  |
| 2005  | Duisbourg, Allemagne                                         | Canada     | 8-3                         | Finlande                    | Suisse                      | 0-3         | Allemagne                        |                                  |                                  |
| 2006  | Ravensbourg Allemagne                                        | Canada     | 4-1                         | Finlande                    | Suisse                      | 0-3         | Allemagne                        |                                  |                                  |
| 2007  | Ravensbourg, Allemagne                                       | Canada     | 6–1                         | Allemagne                   | Suisse                      | 5–2         | Russie                           |                                  |                                  |
| 2008  | Ravensbourg Allemagne                                        | Canada     | 6-5                         | Finlande                    | Suède                       | 4-3         | Russie                           |                                  |                                  |
| 2009  | Ravensbourg, Allemagne                                       | Suède      | 2–1                         | Canada                      | Russie                      | 2–0         | Allemagne                        |                                  |                                  |
| 2010  | Ravensbourg Allemagne                                        | Canada     | 9–0                         | Suisse                      | Suède                       | 5–3         | Russie                           |                                  |                                  |
| 2011  | Kreuzlingen Suisse                                           | Canada     | 6–0                         | Suède                       | Russie                      | 7–2         | Allemagne                        |                                  |                                  |
| 2012  | Füssen, Allemagne                                            | Suède      | Round robin                 | Finlande                    | Canada                      | Round robin | Suisse                           |                                  |                                  |
| 2013  | Füssen, Buchloe, Ravensburg, Allemagne                       | Canada     | 8–3                         | Russie                      | Finlande                    | 6–3         | Allemagne                        |                                  |                                  |
| 2014  | Garmisch-Partenkirchen, Füssen, Allemagne Dornbirn, Autriche | Finlande   | 4–0                         | Suède                       | Russie                      | 8–1         | Autriche                         |                                  |                                  |
| 2015  | Füssen, Allemagne                                            | Canada     | 4–0                         | Suède                       | Finlande                    | 6–0         | Allemagne                        |                                  |                                  |
| 2016  | Füssen, Allemagne                                            | Canada     | 4–3(pr.)                    | Finlande                    | Russie                      | 2–1         | Allemagne                        |                                  |                                  |
| 2017  | Füssen, Allemagne Telfs, Autriche                            | Finlande   | 1–0                         | Canada                      | Russie                      | 5–2         | Allemagne                        |                                  |                                  |
| 2018  | Füssen, Allemagne                                            | Suède      | 1-4                         | Russie                      | Suisse                      | 3-4         | Finlande                         |                                  |                                  |

## Bilan par pays
| Rang | Nation    | Or | Argent | Bronze | Total |
| ---- | --------- | -- | ------ | ------ | ----- |
| 1    | Canada    | 11 | 2      | 1      | 14    |
| 2    | Finlande  | 2  | 5      | 4      | 11    |
| 3    | Suède     | 2  | 4      | 2      | 8     |
| 4    | Suisse    | 0  | 2      | 4      | 6     |
| 5    | Allemagne | 0  | 2      | 0      | 2     |
| 6    | Russie    | 1  | 1      | 5      | 7     |